# 中津市ケーブルネットワーク
中津市ケーブルネットワーク（なかつしケーブルネットワーク）は、大分県中津市が運営する公営のケーブルテレビ局である。

## 概要
テレビ再送信、告知放送は同市企画市民環境部情報デジタル推進課の直営であるが、多チャンネル、インターネットのサービスは管理委託先の大分ケーブルテレコムが提供している。中津市下毛地域における情報通信基盤を整備することを目的として、2011年6月より開始された。

## サービスエリア
- 中津市内の旧下毛郡域（三光、本耶馬渓町、耶馬溪町、山国町）

## 主な放送チャンネル

### 地上波系列別再送信局
| NHK-G   | NHK-E   | NNN / NNS           | ANN          | JNN      | TXN         | FNN / FNS               | JAITS |
| ------- | ------- | ------------------- | ------------ | -------- | ----------- | ----------------------- | ----- |
| NHK大分 | NHK大分 | テレビ大分 福岡放送 | 大分朝日放送 | 大分放送 | TVQ九州放送 | テレビ大分 テレビ西日本 |       |

- 多チャンネルの詳細は、大分ケーブルテレコム#コミュニティチャンネルも参照されたい。

## 自主放送
- チャンネル愛称：なかつふるさとチャンネル
  - 番組『しっちょるかぇ』『中津ふるさとTV』